# Сирдија
Сирдија је насеље у Србији у општини Осечина у Колубарском округу. Према попису из 2022. било је 144 становника.
У овом селу је крајем 19. века живео народни посланик Срећко Марковић.

## Демографија
У насељу Сирдија живи 283 пунолетна становника, а просечна старост становништва износи 49,2 година (46,3 код мушкараца и 52,2 код жена). У насељу има 120 домаћинстава, а просечан број чланова по домаћинству је 2,75.
Ово насеље је у потпуности насељено Србима (према попису из 2002. године), а у последња три пописа, примећен је пад у броју становника.
|  |

| Демографија | Демографија | Демографија |
| Година      | Становника  | Становника  |
| ----------- | ----------- | ----------- |
| 1948.       | 739         |             |
| 1953.       | 791         |             |
| 1961.       | 705         |             |
| 1971.       | 638         |             |
| 1981.       | 530         |             |
| 1991.       | 421         | 413         |
| 2002.       | 330         | 349         |

| Етнички састав према попису из 2002.‍ | Етнички састав према попису из 2002.‍ | Етнички састав према попису из 2002.‍ | Етнички састав према попису из 2002.‍ | Етнички састав према попису из 2002.‍ |
| ------------------------------------ | ------------------------------------ | ------------------------------------ | ------------------------------------ | ------------------------------------ |
|                                      |                                      |                                      |                                      |                                      |
| Срби                                 | Срби                                 |                                      | 330                                  | 100,0%                               |
| непознато                            | непознато                            |                                      | 0                                    | 0,0%                                 |

| Година пописа     | 1948. | 1953. | 1961. | 1971. | 1981. | 1991. | 2002. |
| ----------------- | ----- | ----- | ----- | ----- | ----- | ----- | ----- |
| Број домаћинстава | 129   | 147   | 141   | 144   | 145   | 134   | 120   |

| Број чланова      | 1  | 2  | 3  | 4  | 5  | 6 | 7 | 8 | 9 | 10 и више | Просек |
| ----------------- | -- | -- | -- | -- | -- | - | - | - | - | --------- | ------ |
| Број домаћинстава | 35 | 33 | 17 | 15 | 11 | 5 | 3 | 0 | 0 | 1         | 2,75   |

| Пол    | Укупно | Неожењен/Неудата | Ожењен/Удата | Удовац/Удовица | Разведен/Разведена | Непознато |
| ------ | ------ | ---------------- | ------------ | -------------- | ------------------ | --------- |
| Мушки  | 145    | 53               | 81           | 7              | 4                  | 0         |
| Женски | 146    | 15               | 82           | 47             | 2                  | 0         |
| УКУПНО | 291    | 68               | 163          | 54             | 6                  | 0         |

| Пол    | Укупно                    | Пољопривреда, лов и шумарство | Рибарство                            | Вађење руде и камена | Прерађивачка индустрија       |
| ------ | ------------------------- | ----------------------------- | ------------------------------------ | -------------------- | ----------------------------- |
| Мушки  | 123                       | 109                           | 0                                    | 0                    | 6                             |
| Женски | 117                       | 114                           | 0                                    | 0                    | 1                             |
| УКУПНО | 240                       | 223                           | 0                                    | 0                    | 7                             |
| Пол    | Производња и снабдевање   | Грађевинарство                | Трговина                             | Хотели и ресторани   | Саобраћај, складиштење и везе |
| Мушки  | 0                         | 5                             | 0                                    | 0                    | 0                             |
| Женски | 0                         | 0                             | 1                                    | 0                    | 0                             |
| УКУПНО | 0                         | 5                             | 1                                    | 0                    | 0                             |
| Пол    | Финансијско посредовање   | Некретнине                    | Државна управа и одбрана             | Образовање           | Здравствени и социјални рад   |
| Мушки  | 0                         | 0                             | 1                                    | 1                    | 1                             |
| Женски | 0                         | 0                             | 0                                    | 1                    | 0                             |
| УКУПНО | 0                         | 0                             | 1                                    | 2                    | 1                             |
| Пол    | Остале услужне активности | Приватна домаћинства          | Екстериторијалне организације и тела | Непознато            | Непознато                     |
| Мушки  | 0                         | 0                             | 0                                    | 0                    | 0                             |
| Женски | 0                         | 0                             | 0                                    | 0                    | 0                             |
| УКУПНО | 0                         | 0                             | 0                                    | 0                    | 0                             |

## Галерија
- Сирдија - панорама
- Сирдија - панорама
- Сирдија - панорама
- Сирдија - панорама
- Сирдија - панорама
- Сирдија - панорама